# Zaomma epytus
Zaomma epytus är en stekelart som först beskrevs av Walker 1839.  Zaomma epytus ingår i släktet Zaomma och familjen sköldlussteklar. Inga underarter finns listade i Catalogue of Life.